# Erika Strasser
Erika Strasser z domu Wurscher (ur. 17 marca 1934 w Linzu, zm. 30 kwietnia 2019 tamże) – austriacka lekkoatletka specjalizująca się w rzucie oszczepem, dwukrotna olimpijka, później działaczka sportowa.

## Życiorys
Odpadła w eliminacjach rzutu oszczepem na igrzyskach olimpijskich w 1960 w Rzymie. Na mistrzostwach Europy w 1962 w Belgradzie zajęła w tej konkurencji 6. miejsce, a na mistrzostwach Europy w 1966 w Budapeszcie 8. miejsce. Wystąpiła na igrzyskach olimpijskich w 1968 w Meksyku, gdzie rozegrano od razu finał. Pierwsze trzy rzuty przekroczyła i nie została sklasyfikowana.
Była mistrzynią Austrii w rzucie oszczepem w latach 1959, 1961–1963, 1965, 1967 i 1969 oraz w sztafecie 4 × 100 metrów w 1963.
Czterokrotnie poprawiała rekord Austrii w rzucie oszczepem do wyniku 52,32 m uzyskanego 1 czerwca 1961 w Innsbrucku. Jej rekord życiowy w tej konkurencji wynosił 53,76 m, osiągnięty 4 lipca 1968 w Pradze.
Po zakończeniu wyczynowego uprawiania sportu w 1969 została działaczką sportową. W latach 1985–1994 była przewodniczącą Austriackiego Związku Lekkiej Atletyki (ÖLV). W latach 1987–2007 wchodziła w skład zarządu European Athletic Association, a w latach 1991–1995 była jego wiceprzewodniczącą. Była również pierwszą kobietą w składzie Austriackiego Komitetu Olimpijskiiego.